# Dendra
Dendra är en by som ligger nästan sex kilometer öster om staden Argos i Argolis. Byggnadsgrunder och spridda keramikfragment utgör de tidigaste resterna från tidigneolitiska och tidighelladiska bosättningar.  Platsen är dock viktigare i arkeologiskt avseende med de begravningar man funnit från bronsåldern. Dessa består av en tholosgrav, tre tumulusgravar och 16 kammargravar vilket gör det till en av de rikaste begravningsplatserna från mykensk tid.

## Utgrävningshistorik
De svenska utgrävningarna påbörjades då Axel W. Persson år 1926 undersökte en mykensk tholosgrav på platsen. I samband med detta identifierade även Persson ett antal kammargravar från samma tid. Utgrävningen fortsatte under två fältkampanjer (1937 och 1939) och efter det andra världskriget återupptogs arbetet av Paul Åström, som samarbetade med de lokala myndigheterna. Projektet organiserades således som ett grekiskt-svenskt samarbete. Man gjorde ett viktigt fynd vid utgrävningarna år 1960 då man fann den så kallade Dendra-harnesket (ett av världens äldsta kompletta rustningsfynd) i en kammargrav från omkring slutet av 1400-talet f.Kr. Den finns nu utställd på Nafplionmuseet.